# 백운포체육공원
백운포체육공원(白雲浦體育公園, Baegunpo Sports Park)은 대한민국 부산광역시에 있는 스포츠 시설이다. 인조잔디 필드가 갖춰진 경기장이며, 2001년에 준공되었다.

## 참고 문헌
- “백운포체육공원”. 부산광역시남구시설관리공단.
- “백운포체육공원”. 부산광역시남구시설관리공단.
- 〈백운포체육공원〉. 《부산역사문화대전》. 한국학중앙연구원.
- 〈백운포체육공원〉. 《대한민국 구석구석》. 한국관광공사.
- 《2023 전국 공공체육시설 현황 (2022년 12월말 기준)》. 대한민국 문화체육관광부. 2024.

## 같이 보기
- 백운포체육공원 보조경기장